# متیل‌اگونین سینامات
متیل‌اگونین سینامات (به انگلیسی: Methylecgonine cinnamate) یک ترکیب شیمیایی با شناسه پاب‌کم ۶۴۴۰۹۳۶ است.